# KerekMese
A KerekMese (más formában: Kerek mese) 2012-ben indult magyar internetes rajzfilm- és 2D-s számítógépes animációs sorozat, amelyet Vass Mónika rendezett. Az animációs játékfilmsorozat forgatókönyvét Vass Mónika és Tavaszi László írták. Műfaja oktató- és zenés filmsorozat. A webfilmsorozat Magyarországon 2020 óta a Kerekmese weboldalán tekinthető meg, és DVD-n jelent meg, valamint az M2 is műsorára tűzte a sorozat 1. évadát. A sorozatnak főcímdala és kreditje nincs.

## Ismertető
A KerekMese ritmusos zenékkel, fülbemászó dallamokkal és vicces, rajzfilmes stílusú animációkkal feledteti el a kicsikkel, hogy szórakozás közben valójában megtanulják a számokat, a betűket, a színeket, és megismerik az állatokat.
A sorozat elsődlegesen a hivatalos Kerekmese weboldalon teszi közzé az új epizódokat, így bár a televíziós műsorszórásban csupán 30 epizódot ismerhetnek meg a gyermekek, az interneten több, mint 80 rész tekinthető meg. Youtube csatornájuk 2021-re több mint egymilliárd megtekintéssel rendelkezik.
Később kibővült Tomi Mesékkel és Lili Mesékkel is, amik a két címszereplő életét és kalandjait mutatja be, ezek főleg már a kiskamasz korosztálynak szólnak.

## Kritizált tematika
A sorozat főleg kiskamaszokat érintő részeiben, amelyekben összetett szociális problémákkal vagy konfliktusos élethelyzetekkel foglalkoznak, számos félreérthető, a sztereotípiákra alapuló társadalomépet morálromboló módon sugalló vagy éppen a strukturális elnyomást népszerűsítő, hamis előítéleteket támogató tematika jelenik meg, amelyek káros hatást gyakorolnak a gyermekkorú nézők képlékeny értékrendjére. Azután kapott ez publicitást, hogy az egyik, Tomi családja című mesében egy szófogadatlan gyereket, aki szerint ő rossz családba került, mert szót kellene fogadnia az „igazi” szüleihez viszi a gyámügy, akiket dehonesztáló módon lusta, ápolatlan, cigány származású embereknek mutatnak be, tanulságként, hogy becsüljük meg az igazi családunkat. A mesét több szempontból is károsnak ítélték, egyrészt mert a gyámügy így nem járhat el, másrészt mert negatív és előítéletes, megalázó módon ábrázoltak benne kisebbségeket. A mese miatt a készítők számos éles kritikát kaptak, ahogy egy másik cigányokat bemutató meséjük miatt szintén a rasszista és osztályizmus (szegényelleneség) jogos vádja érte őket. A kifogásolt mesét a készítő házaspár állítása szerint a saját életükből vett eset inspirálta, ahol a „legrosszabb lehetőséggel” akarták megértetni gyermekükkel a család megbecsülését. Az epizód megtekintését nagykorúsították, de eltávolítani nem áll szándékukban.
Egyéb fajsúlyosabb társadalmi témákat érintő mesékben is félreérthető vagy káros „tanulságot” vontak le: az egyikben az Asperger-szindróma kapcsán gúnyolódnak, majd valódi magyarázattal sem szolgálnak róla, egy másikban az iskolai bántalmazást (bullying) semlegesen kezelik, mintha az természetes lenne (egy témához képest életszerűtlen és ostoba „csattanóval”), egy mikulásos részben pedig a korlátlan (virtuális)pénzköltés előnyei kerülnek terítékre, akad olyan epizód is, ahol egy középkorú tornatanárra vetnek szemet a diáklányok.
A kipattant botrány miatt a Kolibri Kiadó tudatta, hogy a náluk tervezett KerekMese-könyvek megjelentetését visszavonja. A kiadó közleménye szerint a videón megjelent Tomi családja epizód miatt szerződést bontottak az alkotókkal, noha a tervezett mesekönyvekkel nem volt probléma, a kiadó így sem akar közösséget vállalni a videóepizód készítőivel, mert ellentétesnek tartják alapfilozófiájukkal, miszerint sem a múltban sem a jövőben nem jelenhet meg náluk olyan kiadvány, amely alapvető emberi jogokat sért vagy sérthet.

## Epizódok

### 1. évad
1. Hal dal
2. C, Cs betűs dal
3. D betűs dal
4. Állathangos dal
5. Alpesi Krokodil
6. Boci, boci tarka
7. Hét napjai dal
8. Bili dal
9. Fogmosó dal
10. Ovi dal
11. Állatok kicsinyei
12. Állatos ABC
13. F betűs dal
14. G, Gy betűs dal
15. J betűs dal
16. Iciri-piciri
17. A török és a tehenek
18. A busz kereke
19. Afrikai kaland
20. Altatódal
21. Dínó dal
22. Bolygós dal
23. Jármű dal
24. K betűs dal
25. L, Ly betűs dal
26. M betűs dal
27. Ellentétes dal
28. Ici pici pók
29. A part alatt
30. Száraz tónak nedves partján